# Daniel Blatman
Daniel Blatman, né le 31 janvier 1953 à Tel-Aviv, est un historien israélien spécialiste du mouvement ouvrier juif de Pologne, du judaïsme polonais au XXe siècle, de l'histoire de la Shoah et de l'Allemagne nazie.

## Éléments biographiques
Issu d'une famille juive d'Europe de l'Est comptant certains survivants de la Shoah, Daniel Blatmann étudie l'histoire du judaïsme contemporain à l'Université hébraïque de Jérusalem dont il est diplômé en 1981 avant d'obtenir une maîtrise en 1988.
Après avoir enseigné à la Danziger high school à Kiryat Shmona de 1981 à 1992, il passe un doctorat cette dernière année sous la direction d'Israel Gutman. À partir de 1997, il enseigne dans son Alma Mater et, en 2009, y devient professeur associé à l'Institut du judaïsme contemporain. Il enseigne également à l'université de Georgetown à Washington, à l'École des hautes études en sciences sociales de Paris  et à l'université Jagellonne de Cracovie. Il est notamment professeur invité au Département d'histoire de l'Institut d'études politiques de Paris en 2013-2014.
Il est l'auteur nombreux articles scientifiques et édite plusieurs ouvrages collectifs. Il est l'historien en chef du Musée du ghetto de Varsovie.

Avec son collègue Amos Goldberg, il affirme en janvier 2025 dans le quotidien israélien Haaretz que la guerre à Gaza depuis 2023 menée par Israël contre le Hamas et les Palestiniens de la bande de Gaza est un génocide même s'il diffère de la Shoah : 

« What is happening in Gaza is not the Holocaust. There is no Auschwitz and no Treblinka there. However, it is a crime from the same family – a crime of genocide. »

## Honneurs
- 1991 : The Pridan Prize for Studies in East European Jewish History, Hebrew University
- 1993 : Jakob Buchman Prize for the Memory of the Holocaust

## Publications sélectives

### Ouvrages
- (en) The Death Marches: The Final Phase of Nazi Genocide, éd. Harvard University Press, 2011
- En direct du ghetto : La presse clandestine juive dans le ghetto de Varsovie (1940-1943), éd. Cerf, 2005
- Notre liberté et la vôtre. Le mouvement ouvrier juif BUND en Pologne, 1939-1949, éd. Cerf, 2002

### Articles
- (en) « The Polish Street Fell Short in Its Relations with the Jews », in Beate Kosmala et Feliks Tych (éds.), Facing the Nazi Genocide: Non-Jews and Jews in  Europe, éd. Metropol et ESF, 2004, p. 107-116.
- (en) « A Hesitant Partnership: The Bund and Polish Socialists during the Holocaust », in David Bankier et Israel Gutman (éds), Nazi Europe and the Final Solution, éd. Yad Vashem, 2003,  (ISBN 978-1-84545-410-4), p. 199-214